# Марьевка (Писаревский сельский совет)
Ма́рьевка (укр. Мар'ївка) — село,
Писаревский сельский совет,
Синельниковский район,
Днепропетровская область,
Украина.
Код КОАТУУ — 1224886805. Население по переписи 2001 года составляло 239 человек.

## Географическое положение
Село Марьевка находится на левом берегу реки Нижняя Терса,
выше по течению примыкает село Старовишневецкое,
ниже по течению на расстоянии в 2 км расположено село Новоилларионовское,
на противоположном берегу — пгт Раздоры.
Через село проходит автомобильная дорога Т-0401.